# Olfaktorische Kommunikation bei Hausmäusen

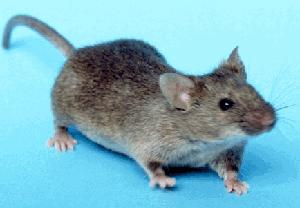
Hausmäuse (Mus musculus) verfügen über ein ausgeprägtes olfaktorisches Kommunikationsmuster

Als olfaktorische Kommunikation bei Hausmäusen bezeichnet man in der Biologie den Informationsaustausch und die Kommunikation über Gerüche bei Hausmäusen (Mus musculus), also mit Hilfe der olfaktorischen Wahrnehmung.
Hausmäuse leben in der Regel in Gruppen, die bis zu 50 Individuen umfassen können, und weisen ein komplexes Sozialverhalten auf, weswegen sich bei ihnen im Verlauf der Stammesgeschichte auch ein komplexes Kommunikationsverhalten entwickelt hat. Hierbei läuft die Kommunikation zum Großteil über Gerüche, welche hauptsächlich dem Urin entspringen, aber auch den Schweißdrüsen unterseits der Füße und an den Seiten des Rumpfes. Die Gerüche geben unter anderem Auskunft über körperlichen Zustand wie Tragzeit, „Besitzrechte“ (speziell in Bezug auf das Revier), derzeitiges Sozialverhalten und Position innerhalb der Rangordnung sowie andere Sachverhalte. Vergleichsweise unbedeutend für die Kommunikation mit Artgenossen ist die visuelle Wahrnehmung, während die auditive Wahrnehmung zumindest in der Mutter-Nestling-Kommunikation und bei Rangordnungskämpfen eine wichtige Rolle spielt.
Wegen ihrer häufigen Haltung als Labortiere ist das Verhalten der Hausmäuse und der Ratten besonders gut erforscht.

## Zusammensetzung des Urins
Der Urin von Hausmäusen bildet die Basis der olfaktorischen Kommunikation von Hausmäusen. Neben dem gewöhnlichen Harnstoff und sonstigen Abfallprodukten enthält der Urin spezielle Chemikalien: flüchtige Duftstoffe von geringer molarer Masse sowie nicht flüchtige Proteine von höherer molarer Masse. Durch die genetische Diversität der Hausmäuse bedingt hat jedes Tier einen eigenen Geruch, dazu tragen speziell die extrem variablen (und somit polymorphen) Gene des Haupthistokompatibilitätskomplexes (kurz MHC) bei. Weiters enthält der Urin große Mengen von „Major Urinary Proteins“ (kurz MUP) aus kleinen Lipocalin-Proteinen. Diese Proteine werden in der Leber produziert und in der Niere in den Urin gefiltert. Der Urin adulter Männchen enthält 30 Milligramm MUP pro Milliliter Urin, der Urin adulter Weibchen enthält 40 Prozent mehr. Diese Proteine binden die Duftstoffe in einen zentralen Hohlraum, aus dem sie langsam entweichen. Dieses mit Proteinen geformten Gebilde für die Markierung bezeichnet man als „Retard-Kapseln“. Der Geruch wird in Variationen vererbt, somit können Hausmäuse selbst lange nicht präsente Verwandte schnell wiedererkennen.

## Absetzen des Urins
Der Urin wird meist während der Bewegung im eigenen Revier regelmäßig in kleinen Mengen abgegeben, speziell auf zuvor noch nicht markierten Flächen, wodurch diese von einer dünnen Schicht überzogen werden. An oft besuchten Orten wie Futterstellen, dem Eingang zu Nestern und auf oft benutzten Wegen bilden sich oft stalagmitenähnliche Kommunikations-Pfähle aus Staub und Urin. Dominante Männchen setzen Urinmarkierungen – anders als die nur ca. zehnmal stündlich markierenden, nicht dominanten Männchen oder Weibchen – extrem häufig, oft über hundert Mal in einer Stunde. Rangniedrige Männchen in Revieren dominanter Männchen urinieren sehr selten, was so gedeutet werden kann, dass hierdurch eine kräftezehrende Auseinandersetzung mit dem Revierinhaber vermieden wird.

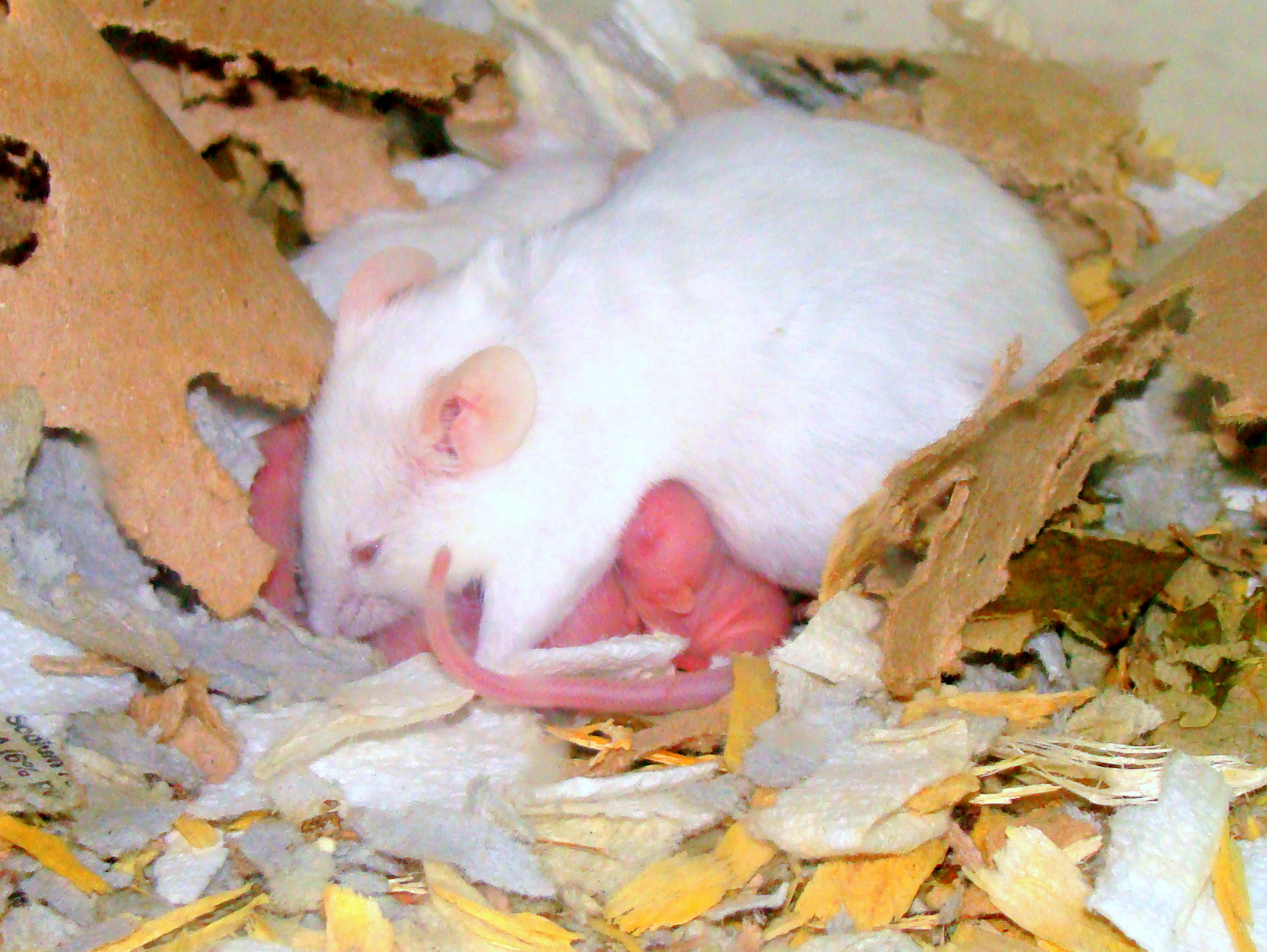
Durch die Geruchskommunikation bei Hausmäusen werden auch ausreichend Nachwuchs und andere Arterhaltungsaspekte gesichert. Die komplette Fortpflanzungsbiologie von Mus musculus hängt von der olfaktorischen Kommunikation ab.

## Wirkungen des Geruches und Verhaltensweisen
Der Geruch des Urines wirkt sich hauptsächlich auf das Territorialverhalten und Fortpflanzungsverhalten aus.
Der Urin wird von meist dominanten Männchen effizient zur Markierung und Verteidigung des Reviers eingesetzt. Der Geruch eines dominanten Männchens schreckt oft andere Männchen vom Eindringen in ein fremdes Revier ab, was den evolutionären Vorteil hat, dass aggressive Auseinandersetzungen vermieden werden. Andererseits ist das Tier immer von einem gewohnten Geruch umgeben, somit können „Fremdobjekte“ rasch erkannt werden, da sie nicht den Eigengeruch besitzen. Gruppenmitglieder werden ebenso wahrgenommen wie Nicht-Gruppenmitglieder, letztere führen stets zu „Nachforschungen“ in Form von intensivem Beschnüffeln und häufig zu Angriffen. Ab und zu setzen die dominanten Männchen auch im Zusammenhang mit dem Eindringen in das Revier flüchtige Duftstoffe ab, welche Weibchen anlocken und andere Männchen zu Vorsicht oder Attacken bewegen. Außerdem greifen dominante Männchen oft unterlegene Männchen an, wenn diese eigene Duftmarken in verstärkter Weise setzen und sichern so ihren Platz in der Rangordnung. Nach der Vertreibung setzt das dominante Männchen neuen Urin auf die Stelle. Falls ein dominantes Männchen sein Revier doch nicht verteidigen kann, setzen konkurrierende Männchen zahlreiche Duftmarken und fordern damit – anthropomorph formuliert – das dominante Männchen heraus.
Weibchen wählen mittels dieses Konkurrenzkampfes ein Männchen für die Paarung aus. Durch die Bevorzugung von Männchen, deren Geruch sich deutlich vom Eigengeruch unterscheidet, wird Inzest vermieden. Überdies können Männchen ihre eigenen Jungtiere nicht von denen anderer Männchen unterscheiden, damit wird die Tötung der Jungtiere verhindert.
Ein anderer Aspekt der Geruchskommunikation betrifft den Östrus und Zyklus der Weibchen. So erreicht ein junges Weibchen die Geschlechtsreife etwa in 36 bis 40 Tagen; wenn jedoch ein unbekanntes adultes Männchen (der Urin des Vaters zeigt keine Wirkung) seinen Urin in der Nähe des jungen Weibchens absetzt, benötigt es zum Erreichen der Geschlechtsreife sechs Tage weniger. Diese Beobachtung kann so interpretiert werden, dass das junge Weibchen auf diese Weise eine höhere Chance hat, sich mit dem unbekannten Männchen zu verpaaren. Allerdings wird das dominante Männchen versuchen, die Paarung zu verhindern, womit sich das stärkste Männchen mit dem Weibchen verpaart. Bei Weibchen, die vor kurzem begattet wurden, dessen befruchtete Eizellen sich jedoch noch nicht in die Gebärmutterwand eingenistet haben, kann der Geruch eines unbekannten, adulten Männchens für eine Unterbindung des Beginns der Tragzeit sorgen und stattdessen erneut die Paarungsbereitschaft auslösen; somit hat das unbekannte Männchen eine Chance zur Paarung, aber auch in solch einem Fall wird der Kampf mit dem ansässigen, dominanten Männchen dafür sorgen, dass sich das stärkste Männchen mit dem Weibchen verpaart. Auf nicht trächtige Weibchen wirkt der Geruch eines unbekannten, adulten Männchen östrusverkürzend und löst Paarungsbereitschaft aus.
Die Weibchen von Hausmäusen leben oft in Gruppen zusammen und teilen sich die Aufzucht des Nachwuchses. Der Geruch trächtiger Weibchen sorgt dafür, dass andere Weibchen früher paarungsbereit sind. Wenn mehr als drei Weibchen zusammenleben und auf eine Paarung warten, sondern sie mit dem Urin einen Geruch ab, welcher bei nicht geschlechtsreifen Weibchen die Geschlechtsreife um 20 Tage hinauszögert und bei anderen erwachsenen Weibchen den Zyklus stoppt. Beide Mechanismen können dahingehend gedeutet werden, dass sie letztlich für eine rasche Fortpflanzung bei guten Bedingungen und für eine Verhinderung von Übervölkerung sorgen.
Auf den Uringeruch eines geängstigten Artgenossen (mit bestimmten enthaltenen „Schreckstoffen“) zeigten andere Hausmäuse Fluchtreaktionen, somit kann bei Hausmäusen vom Vorhandensein eines Angstgeruches gesprochen werden. Die Angstgerüche werden von dem geängstigten Tier auf umgebende Gegenstände bei Berührung übertragen, wo sie bei Versuchen erst nach sieben bis acht Stunden abklangen und nach 24 Stunden nicht mehr feststellbar waren. Die Geschlechter reagieren differenziert auf den Geruch: Bei dem Urin eines gleichgeschlechtlichen Tieres mit Schreckstoff wird eine Meidereaktion ausgelöst, ebenso wirkt der Schreckurin von Männchen auf Weibchen. Allerdings verursacht der Schreckurin von Weibchen bei Männchen eine anziehende Reaktion. Dieser Schreckurin wird wahrscheinlich bei Gefahr gesetzt, vielleicht zu Warnung von Artgenossen. Nach den Ergebnissen einer Arbeit hierzu reagieren nur Hausmäuse mit mehr als 18 Tagen Lebensalter mit einer Schreckreaktion auf genannten Urin.